# Crotalaria kibaraensis
Crotalaria kibaraensis är en ärtväxtart som beskrevs av Rudolf Wilczek. Crotalaria kibaraensis ingår i släktet sunnhampor, och familjen ärtväxter. Inga underarter finns listade i Catalogue of Life.